# 4441 Toshie
4441 Toshie este un asteroid din centura principală, descoperit pe 26 ianuarie 1985 de Tsutomu Seki.